# Hora křížů

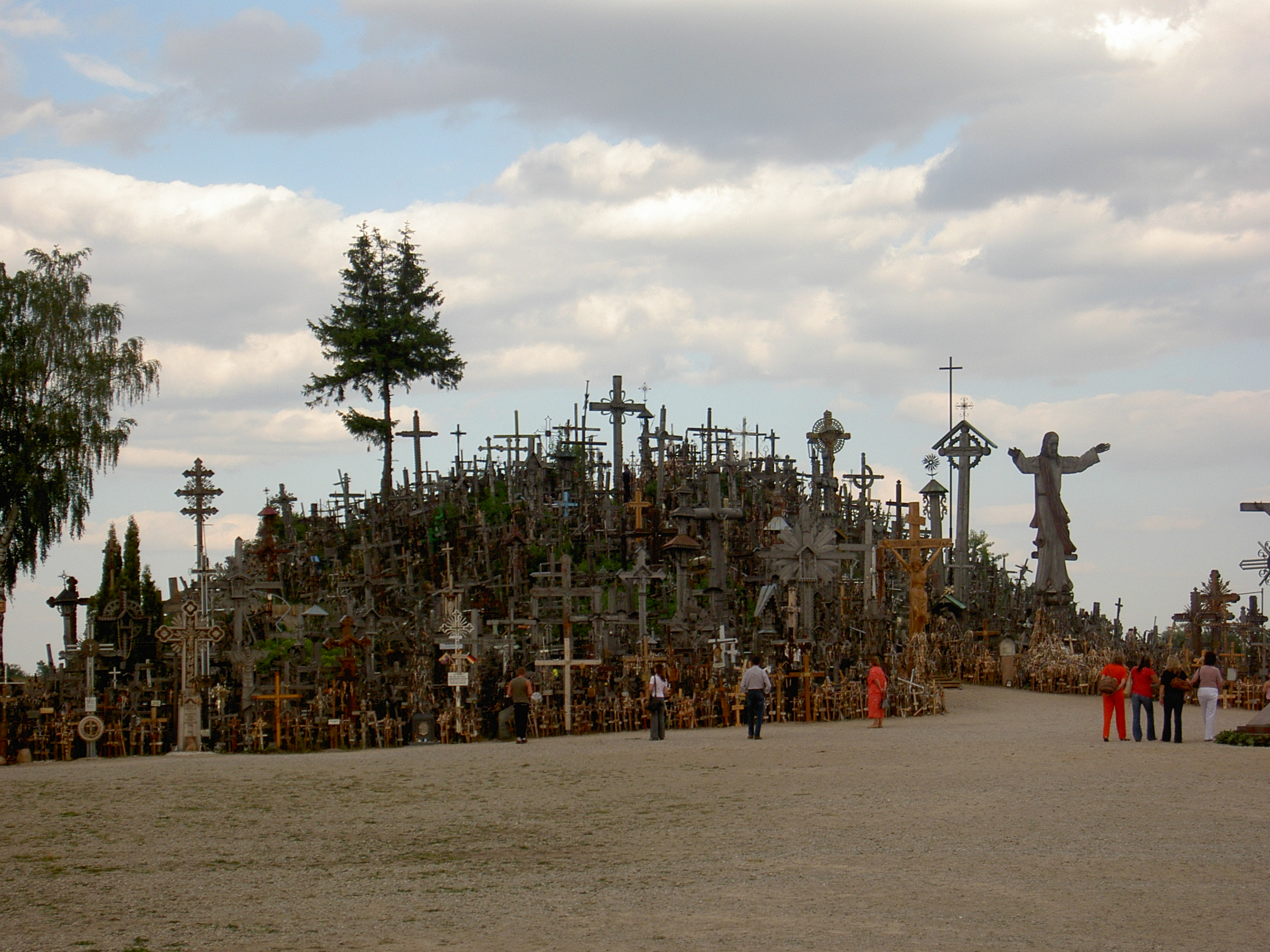
Hora křížů

Hora Křížů, Hora křížů, někdy také Křížový vrch, (litevsky Kryžių kalnas, nebo též Domantų piliakalnis) (105 m n. m.) je umělý pahorek, který se nachází 11 km na severoseverovýchod od centra  krajského města Šiauliai (Šiauliaiský kraj) na severu Litvy, mezi vesnicemi Domantai a Jurgaičiai, mezi říčkou Kulpė a viaduktem dálnice A12 Šiauliai – Joniškis s železniční tratí Šiauliai – Joniškis. Jsou na něm postaveny tisíce křížů.
Hora křížů je jak křesťanským poutním místem, tak symbolem odporu Litevců vůči okupačnímu sovětskému režimu.

## Historie
V místě stál podle archeologických nálezů z počátku 90. let 20. století v blízkosti dnešního pahorku ve 14. století hrad livonských rytířů. První kříže byly na místě vztyčeny v první polovině 19. století na památku obětí polského listopadového povstání z roku 1831, které tam byly pohřbeny. Jako další byly na tomto místě pohřbeny oběti dalšího polského povstání, povstání lednového z roku 1863.
Na počátku 20. století bylo na místě přibližně 100 křížů a jejich počet díky domácím i zahraničním poutníkům neustále rostl. V době, kdy byla Litva součástí Sovětského svazu, se vládnoucí režim pokusil místo jako nežádoucí náboženský a národní symbol několikrát zlikvidovat. Kříže byly několikrát zničeny buldozery, poprvé v roce 1961, ale místní obyvatelé je vždy opět vztyčili. V době uvolnění politických poměrů po roce 1985 Sovětský svaz snahu o zničení tohoto místa vzdal.
V roce 1993 navštívil Horu křížů (Kryžių kalnas) papež Jan Pavel II., který místu věnoval dřevěnou sochu Krista. Dnes je Hora křížů cílem řady turistů i poutníků z celého světa, kteří na ni přinášejí stále nové kříže. Většina z křížů je ze dřeva, některé jsou z kovu, plastu či kamene.

## Klášter Řádu menších bratří u Hory křížů

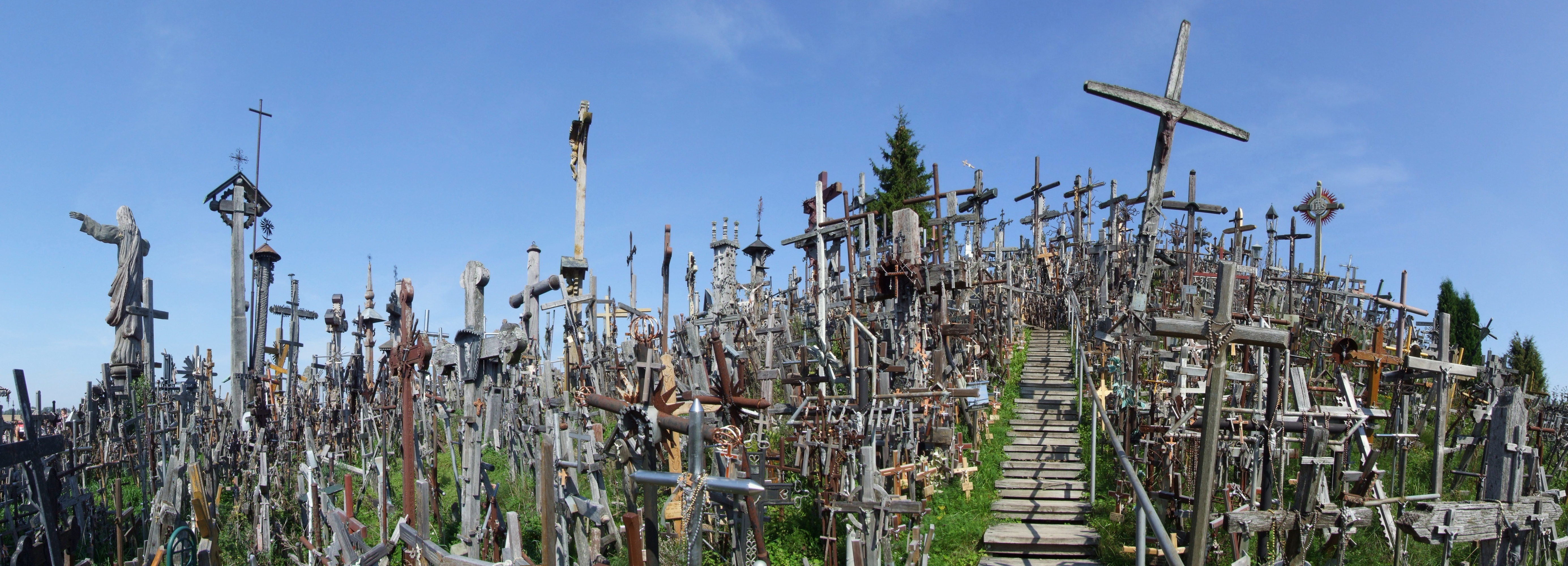

Moderní klášter v blízkosti Hory křížů byl postaven a vysvěcen v roce 2000 v rámci italské a litevské spolupráce Františkánského řádu. Klášter má také kapli, nádvoří, reprezentační místnost. Vedle kláštera je patrový altán (vyhlídka).